# Филмов и телевизионен факултет на Академията за сценични изкуства в Прага
Филмовият и телевизионен факултет (съкратено: FAMU) е един от трите факултета на Академията за сценични изкуства в Прага (AMU). В него се обучават студенти основно за професии, свързани с филми, фотография, телевизия, електронни и традиционни медии.

## История
Факултетът е основан като част от Академията за сценични изкуства на 28 ноември 1946 г. Това е петото филмово училище в света след Москва, Берлин, Рим и Париж. Сред основателите на училището са фотографът и режисьор проф. Карел Пличка, инженерът проф. Ярослав Бучек и филмовият критик проф. А. М. Брусил. Пличка е първият декан на факултета. Първото поколение студенти, измежду които Ян Шмок и Иля Бояновски, постепенно създават методология на обучение във FAMU, фокусирана главно върху професионалната годност като педагози. В началото на 50-те и 60-те години на XX век FAMU се превръща в център на Чехословашката нова вълна, която със своите творби представлява най-значимия принос към световното кино. Въпреки силния идеологически надзор, който се е прилагал в школите по изкуства, FAMU, фокусиран върху професионализма, винаги е бил с много либерална атмосфера.
До края на 80-те години факултетът е тясно свързан с държавната монополна филмова и телевизионна индустрия. В XXI век той е включен в паневропейската мрежа от университети, следствие от болонския процес, което позволява по-голям обмен и международни стажове.
От самото начало учебните планове на FAMU се основават на баланс между теоретично и практическо обучение. Хиляди продукции на студенти от FAMU се излъчват в разпространителската мрежа на кината. Всяка есен се организира конкурсът FAMUfest, където селекция от филми, създадени от студенти през изминалата година, се представя пред широка публика.
FAMU организира ден на отворените врати два пъти годишно.
|  | Тази страница частично или изцяло представлява превод на страницата Filmová a televizní fakulta Akademie múzických umění v Praze в Уикипедия на чешки. Оригиналният текст, както и този превод, са защитени от Лиценза „Криейтив Комънс – Признание – Споделяне на споделеното“, а за съдържание, създадено преди юни 2009 година – от Лиценза за свободна документация на ГНУ. Прегледайте историята на редакциите на оригиналната страница, както и на преводната страница, за да видите списъка на съавторите. ВАЖНО: Този шаблон се отнася единствено до авторските права върху съдържанието на статията. Добавянето му не отменя изискването да се посочват конкретни източници на твърденията, които да бъдат благонадеждни. |